# Aslaug Vaa
Aslaug Vaa (Telemark, 25 de agosto de 1889 - Oslo, 28 de noviembre de 1965) fue una escritora y dramaturga noruega. Una de sus primeras publicaciones fue el poemario Nord i leite en 1934, siendo catalogada como una de las principales poetisas de Noruega entre guerras.